# Фырат, Юсуф Эмре
Юсуф Эмре Фырат (тур. Yusuf Emre Fırat, род. 20 марта 2000, Карс, Турция) — турецкий лыжник. Участник Зимних Олимпийских игр 2022 года.

## Спортивная карьера
Юсуф Эмре Фырат родился 20 марта 2000 года в Карсе, Турция.
Фират участвовал в спринте, 15 км вольным стилем и командном спринте на Европейском юношеском олимпийском зимнем фестивале 2017 года, а также в чемпионатах мира по лыжным видам спорта FIS Nordic в 2019 и 2021 годах. Также Юсуф выиграл золотую медаль на международных соревнованиях FIS по бегу на лыжах, проходивших в Эрзуруме, Турция.
В 2021 году смог квалифицироваться на Зимние Олимпийские игры 2022 года в Китае.
После квалификации Юсуф заявил, что он хорошо подготовились к Пекину-2022: «Я впервые участвую в Олимпийских играх. Я очень взволнован. Каждый спортсмен мечтает участвовать в Олимпийских играх. Мы гордимся тем, что будем представлять нашу страну и наш флаг. Я буду счастлив, если смогу войти в число 50 лучших на Олимпийских играх. Моя главная цель — Олимпиада 2026 года».
Подчеркнув, что его семья также гордится им, Юсуф Эмре сказал: «Я много работал, чтобы добиться успеха. Моя семья оказала мне большую поддержку, когда я приехал сюда. Они очень счастливы быть там сейчас».
На соревновании принял участие в классическом спринте на 15 км. По итогу занял 80 место, с временем 3:15.96.